# 甲仙區
甲仙區（臺灣客家語南四縣腔：gabˋ xienˊ kiˊ；卡那卡那富語：Kasanpo；布農語：Kasenpo），舊稱「甲仙埔」，前身「甲仙鄉」，位於臺灣高雄市東北部，東鄰桃源區、六龜區，西鄰臺南市南化區，北接那瑪夏區，南連杉林區。位居南部橫貫公路西端之要衝，以芋頭、竹筍等農特產品而聞名。族群屬六堆中的右堆，客家人占區內三成一之眾，地方通行語為台灣客家語南四縣腔與台灣閩南語。

## 地名
在清乾隆年間，原本居住於玉井盆地的平埔原住民族大武壠族人往東跨越阿里山山脈而遷入今甲仙地區的楠梓仙溪河谷地帶，當地原有的卡那卡那富族與拉阿魯哇族也因受迫而逐漸向北退入深山地區。
初到此地的平埔族群依當時習俗稱呼漢化程度更低的原住民族為「傀儡蕃」，又因新的居住地為楠梓仙溪河埔地，故稱當地為「傀儡楠梓仙埔」。因河洛語「傀儡」的「傀」（Ka），轉變為「甲」，結合楠梓仙溪之「仙」字，埔地之「埔」，而合併簡化成「甲仙埔」。日治大正九年（1920年），改稱為「甲仙」。

## 歷史
甲仙地區古時原為原住民南鄒族的狩獵場所。清乾隆年間，原本居住於玉井盆地的原住民大武壠族人，因生存空間受到人口日益增加的漢族及西拉雅族所擠壓，紛紛往東跨越阿里山山脈而遷入楠梓仙溪河谷地帶－即今日的甲仙地區－定居，最晚在乾隆九年（1744年）已有大武壠族人在此建立甲仙埔部落。原本在此地活動的卡那卡那富族及拉阿魯哇族，也因受迫而逐漸向北退入深山地區。
依據同治元年（1862年）左右出版的《臺灣府輿圖纂要》記載，當時今甲仙地區已形成瓠仔寮、大坵園、芎蕉腳、頂公館、甲仙埔、阿里關等聚落，隸屬於臺灣縣善化里西保內中股大武壠。
光緒十二年（1886年）三月，劉銘傳頒布「開山撫番」政策，調集官兵開闢上八潼關的越山道路。該道路以嘉義為起點，經大埔、甲仙、荖濃、寶來、關山、埡口至八潼關；同年四月，與後山官兵開闢的大坡溯新武呂溪道路接通。自甲仙以東之路線，大致與今南部橫貫公路一致。

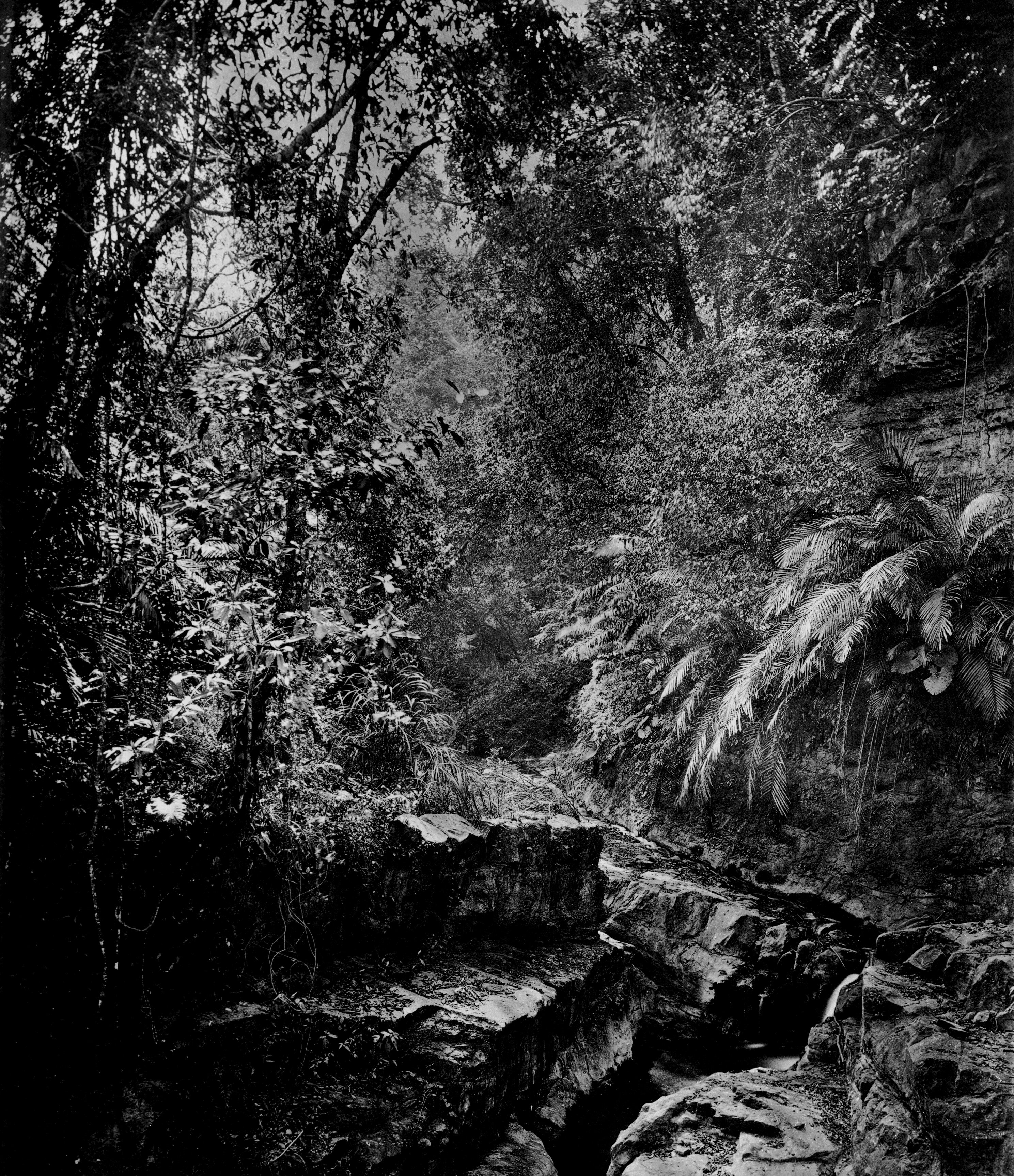
甲仙埔與荖濃間的山溪(Mountain Stream between Ka-sanpo and Laulong, Formosa. 1871)(位於現今的高雄市甲仙區白雲仙谷)

1871年約翰·湯姆森來台曾於甲仙拍攝數張照片。
光緒十三年（1887年），臺灣建省，設三府一直隸州。甲仙地區所屬的臺灣縣改名安平縣，隸屬於新析出的臺南府。光緒二十一年（1895年），臺灣因馬關條約而割讓給日本，因而進入日治時期，時值日本的明治二十八年。
明治三十年（1897年）六月，臺灣總督府設置「楠梓仙溪東里」，隸屬臺南縣蕃薯寮辦務署，為甲仙地區獨立設治之始。明治三十四年（1901年）十一月，在新推動的「廢縣置廳」政策下，楠梓仙溪東里改隸屬於蕃薯寮廳杉林支廳。明治三十九年（1906年），杉林支廳廳治移至甲仙地區，並更名為阿里關支廳。明治四十二年（1909年）十月，全臺20個廳整併為12個廳，蕃薯寮廳因而與恆春廳一起被併入阿緱廳，支廳名亦更改為甲仙埔支廳。日治時按規畫設置了甲仙聚落，因此市街的整齊性異於傳統漢人村鎮。
大正四年（1915年）噍吧哖（今玉井）發生抗日事件，殖民政府進行大規模搜捕行動，抗日志士因而退至南庄（今南化區）、甲仙埔一帶山區。7月8日起，他們分別襲擊日警阿里關、小林、蚊仔只、河表湖、大邱園及十張犁等日警駐在所，其間並攻擊甲仙埔支廳，先後殺死日警三十餘人，史稱「甲仙埔事件」。其後又在礁吧哖地區爆發多起衝突，但在日警不斷增援的情況下，最終功敗垂成。此役後續被捕志士遭判刑者243人，其中甲仙埔地區即有192人。
大正九年（1920年）廢廳置州，甲仙地區各聚落整併成甲仙庄，隸屬於高雄州旗山郡。自此，甲仙行政區範圍大致確定。1930年時，甲仙庄有人口2385左右，其中大多數、約1763人屬「熟番」（平埔），剩下則主要是漢人。
昭和八年（1933年），由阮寶治所領導的旗山中華會館，吸收曾參與噍吧哖事件的甲仙人江保成為同志，展開了另一波抗日活動。江保成以杉林庄（今杉林區）內寮為基地，在甲仙、杉林一帶秘密吸收同志。不料尚未起事，即於昭和十二年（1937年）被日警偵悉，先後有數十人被捕下獄。江保成等領導人物被判死刑，其餘被判徒刑，直到日本投降後始被釋放，史稱「小林抗日事件」。
昭和二十年（1945年），日本在第二次世界大戰戰敗，中華民國接管臺灣，時值民國三十四年。次年一月，行政區改制為高雄縣旗山區甲仙鄉。其後廢區而直接由縣政府管轄。
民國六十八年（1979年），為限制錫安山信徒入山，錫安山所在的雙連堀，從甲仙鄉被劃入三民鄉（現那瑪夏區）。
民國九十八年（2009年）八月，莫拉克颱風侵襲台灣，風強雨大。甲仙鄉小林村小林聚落旁的小竹溪暴漲，水勢竄出公路護欄。村民駕怪手試圖清出水路，但黃濁泥流勢不可擋。八月九日清晨，小林村東北側一千多公尺高而且尚未人為開發的獻肚山因不堪豪大雨而走山，帶著大量土石流衝進小林聚落。發生時間於早上6點多，大部份村民於睡夢中，大部份居民走避不及，有100多戶住家全數遭土石流覆滅，共計491人失蹤。
民國九十九年（2010年）十二月，高雄縣、市因五都改制而合併為新的高雄市，甲仙鄉亦同時改稱「甲仙區」，所轄各村改稱為「里」。

## 地理

### 地形
甲仙區位於高雄市東北端，東西寬5.3公里，南北長22.61公里，全區面積共計119.84平方公里，為高雄市38個區當中的第5大區，僅次於桃源區、那瑪夏區、六龜區、茂林區；2019年底人口5,943人，居全市第35名，僅多於桃源區、那瑪夏區、茂林區。全區地勢較高，甲仙街區海拔約252公尺。
甲仙區屬於縱谷地形，東側為玉山山脈主脈南段，山脊線平均高度約700公尺至1,600公尺，主要山峰由北而南有鞍輪名山（1,659公尺）、大竹溪山（1,664公尺）、番子寮山（1,208公尺）、內英山（1,151公尺）、荖濃越山（又名外英山，1,065公尺）、廍亭山（1,044公尺）及南廍亭山（987公尺）等；西側為阿里山山脈主脈南段，山脊線平均高度約300公尺至1,000公尺，主要山峰由北而南有西阿里關山（973公尺）、圓山（853公尺）、六義山（又名鹿鳴山，784公尺）等。

### 水文

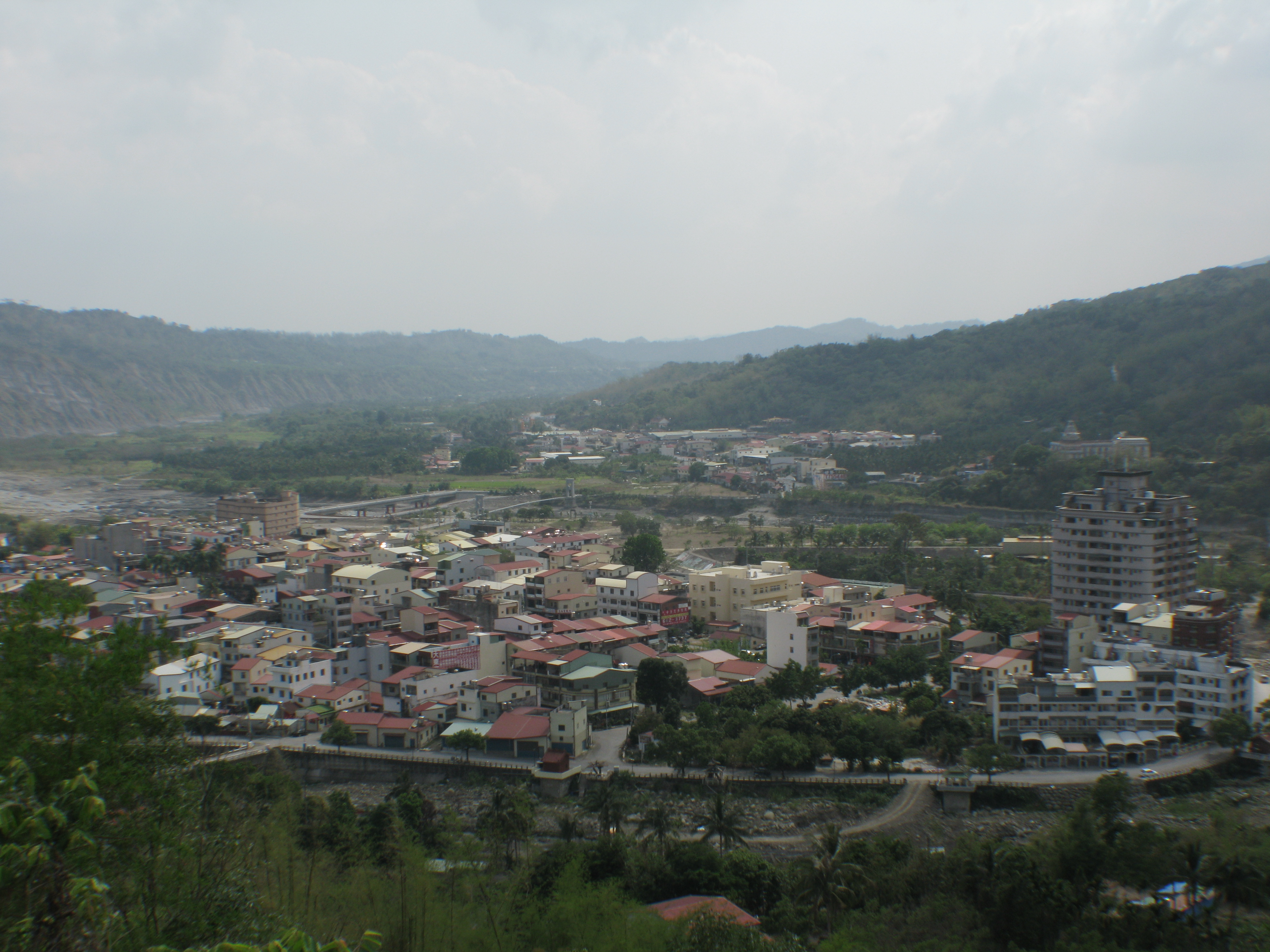
俯瞰山下的甲仙市區。遠方橋樑即莫拉克風災發生前的甲仙大橋樣貌。

楠梓仙溪又名旗山溪，為高屏溪的一大支流，發源於玉山主峰西南坡標高約2,700公尺處。由本區北鄰那瑪夏區流入境內，由北而南貫穿全區後，於本區南界流出至杉林區，其流向大致與本區東側的玉山山脈及西側的阿里山山脈平行。該溪在本區境內有油礦溪（班芝埔溪）、北勢坑溪、角埔溪等較大支流，並形成大田、四德、姜埔、阿里關、內芹蕉、五里埔等河階台地及一些小型沖積平原，構成區內的主要耕地。
油礦溪位於本區南部，為楠梓仙溪在本區境內的最大支流，發源於關山村與六龜區交界的番子寮山南坡的南寮地區，流經班芝埔、番子寮後，繞經甲仙街區北緣，於檨仔坑西側注入楠梓仙溪。北勢坑溪位於本區中部，主要源流有二，北側為小北勢溪，南側為大北勢溪，二溪於犁頭埔、北勢坑之間合流，於溝子尾西側注入楠梓仙溪。角埔溪位於本區北部，於小林聚落南側注入楠梓仙溪。

### 氣候
甲仙區地處山區，雨量充沛，氣溫冬暖夏涼而四季宜人。雨量初夏至初秋較多，平均以八月為最多，十二月份最少。

### 人口
根據高雄市政府民政局統計，2024年底甲仙區戶數約2.3千戶，人口約5.4千人，區內人口最多與最少的里分別是大田里與東安里，2024年底兩里人口分別為1,597人與423人。
甲仙區地處山區，境內居民多以從事農業為主，但由於農業所得偏低，且全區被劃為水源水質保護區，使得該地工商業發展受限，農業勞動人口向都市集中，人口大量外流。而在2009年8月更由於莫拉克颱風的影響而發生的八八水災，致使該地傷亡嚴重，也是造成甲仙區人口劇烈減少的另一因素。

## 政治

### 歷任首長

#### 長時期（日治）
| 屆次 | 姓名 | 到任日期     | 卸任日期   | 備註 |
| ---- | ---- | ------------ | ---------- | ---- |
| 官派 | 翁朝 | 1920年9月1日 | 1935年月日 |      |

資料來源：《甲仙鄉志》

#### 長時期（民國）
| 屆次 | 姓名   | 到任日期       | 卸任日期       | 備註                     |
| ---- | ------ | -------------- | -------------- | ------------------------ |
| 官派 | 陳添運 | 1945年11月19日 | 1946年10月30日 | 依日治時期制度而稱為庄長 |

資料來源：《甲仙鄉志》

#### 鄉長時期
| 屆次   | 姓名   | 到任日期       | 卸任日期       | 備註                                   |
| ------ | ------ | -------------- | -------------- | -------------------------------------- |
| 第1任  | 陳添運 | 1946年11月1日  | 1948年11月30日 | 鄉民代表會選出鄉長                     |
| 第2任  | 王建成 | 1948年12月1日  | 1951年5月26日  | 鄉民代表會選出鄉長                     |
| 第1屆  | 洪有德 | 1951年6月1日   | 1953年6月15日  | 民選鄉長（以下同）                     |
| 第2屆  | 范坮烜 | 1953年6月16日  | 1956年6月15日  |                                        |
| 第3屆  | 范坮烜 | 1956年6月16日  | 1960年1月5日   |                                        |
| 第4屆  | 陳添運 | 1960年1月6日   | 1964年2月28日  |                                        |
| 第5屆  | 陳添運 | 1964年3月1日   | 1968年2月29日  |                                        |
| 第6屆  | 范坮烜 | 1968年3月1日   | 1973年3月31日  |                                        |
| 第7屆  | 范坮烜 | 1973年4月1日   | 1977年12月30日 |                                        |
| 第8屆  | 林理傑 | 1978年12月31日 | 1982年2月28日  |                                        |
| 第9屆  | 林理傑 | 1982年3月1日   | 1986年2月28日  |                                        |
| 第10屆 | 劉建芳 | 1986年3月1日   | 1990年2月28日  |                                        |
| 第11屆 | 劉建芳 | 1990年3月1日   | 1994年2月28日  |                                        |
| 第12屆 | 陳雙   | 1994年3月1日   | 1998年2月28日  |                                        |
| 第13屆 | 李宗保 | 1998年3月1日   | 2002年2月28日  |                                        |
| 第14屆 | 李宗保 | 2002年3月1日   | 2006年2月28日  |                                        |
| 第15屆 | 劉建芳 | 2006年3月1日   | 2010年12月24日 | 延任至2010年12月25日五都改制，轉任區長 |

資料來源：《甲仙鄉志》、甲仙區公所官方網站

#### 區長時期
| 屆次  | 姓名   | 到任日期       | 卸任日期      | 備註                 |
| ----- | ------ | -------------- | ------------- | -------------------- |
| 第1任 | 劉建芳 | 2010年12月25日 | 2011年6月26日 | 因小林村滅村而遭撤職 |
| 代理  | 顏玉鳳 | 2011年6月27日  | 2011年7月18日 |                      |
| 第2任 | 李元新 | 2011年7月19日  | 2015年1月1日  |                      |
| 第3任 | 李秀蓉 | 2015年1月1日   | 2016年2月22日 |                      |
| 第4任 | 李惠寧 | 2016年2月22日  | 2019年3月11日 |                      |
| 第5任 | 許烱華 | 2019年3月11日  | 2021年2月8日  |                      |
| 第6任 | 蕭見益 | 2021年2月8日   | 2023年4月17日 |                      |
| 第7任 | 劉德旺 | 2023年4月17日  | 現任          |                      |

資料來源：甲仙區公所官方網站

### 區政組織
甲仙區公所是高雄市政府在甲仙區的派出機關，在中華民國政府架構中為市政府綜理區政的執行機關，上級業務監督機關為高雄市政府。区长由市長任命，其任期為無任期保障。在區長及主任秘書之下，設有4課3室等7個內部單位。

### 行政區劃
| 甲仙區行政區劃                                             |
| 小 林 里 關 山 里 和安里 東 安 里 西 安 里 大 田 里 寶隆里 |

| 里名   | 面積 km² | 鄰數 | 主要聚落                                                                        |
| ------ | -------- | ---- | ------------------------------------------------------------------------------- |
| 東安里 | 15.92    | 14   | 甲仙（和安街以東）、過溪仔（今竹山巷）、油礦巷、 三乃埔、崩坪坑、咖啡堀、白雲寺 |
| 西安里 | 8.20     | 17   | 甲仙（和安街以西）、滴水、雞母窩、四社寮、桶盤淺                                |
| 和安里 | 5.70     | 11   | 甲仙（中山路以北）、圳頭、四德巷、後寮子、頂厝                                  |
| 大田   | 11.92    | 20   | 公館、田寮、大坵園、牛百葉、班芝花腳（今仙林巷）                                |
| 寶隆里 | 7.87     | 11   | 匏仔寮、嶺頂、不動岩                                                            |
| 關山   | 22.32    | 11   | 羌埔、溝仔尾、阿里關、內芹蕉、番仔寮、十八彎                                    |
| 小林里 | 47.91    | 19   | 北勢坑、錦（禁）地、牛寮、五里埔、小林                                          |

## 經濟

### 農業
甲仙區四面環山，國有林班地約占全區土地面積86%，其餘除公私有林地及建地外，可耕農地非常有限。全區耕地約1,442公頃，其中水田約383公頃，旱田約1,059公頃。
依人口從業結構分析，全區從事一級產業者佔58.1％，高於舊高雄縣全縣的15.9％，其中絕大多數為農業人口。農產品相當多樣化，如大田村的水稻、芋頭、蔬菜、香蕉；西安村的水果、四德地區的水稻、香蕉、甘蔗；關山村的水果；小林村的香蕉、花卉、原料甘蔗、雜糧等。主要的水果有龍眼、木瓜、芒果等。

### 工商業
甲仙區為南橫公路西端的大站，也是主要消費據點與交通服務中心，加以區內芋頭加工產品馳名全台，因而得以提供較多的工商就業機會。全區的二、三級產業就業人口比例達41.9％，雖然略低於整個旗山地區的平均值45.6％，但已明顯較鄰近的內門、六龜來得高。該等就業人口以公共行政等公教行業居多，佔16.4％，其次為製造業與商業，分別佔9.8％與8.2％。
相對於台灣西部平原地區的鄉級行政區，本區工商業較不發達，青壯勞動力外流情形相當嚴重。本區工商及服務業家數僅255家，平均每家員工數僅2至3人，屬於鄉鎮型、家族式的小型營業單位；而且近5年來已陸續減少達50家之多。1995年全區工商產業年生產總額約為3.7億左右，僅佔舊高雄縣全縣年生產總值的0.083％。

## 文化資產

### 古蹟

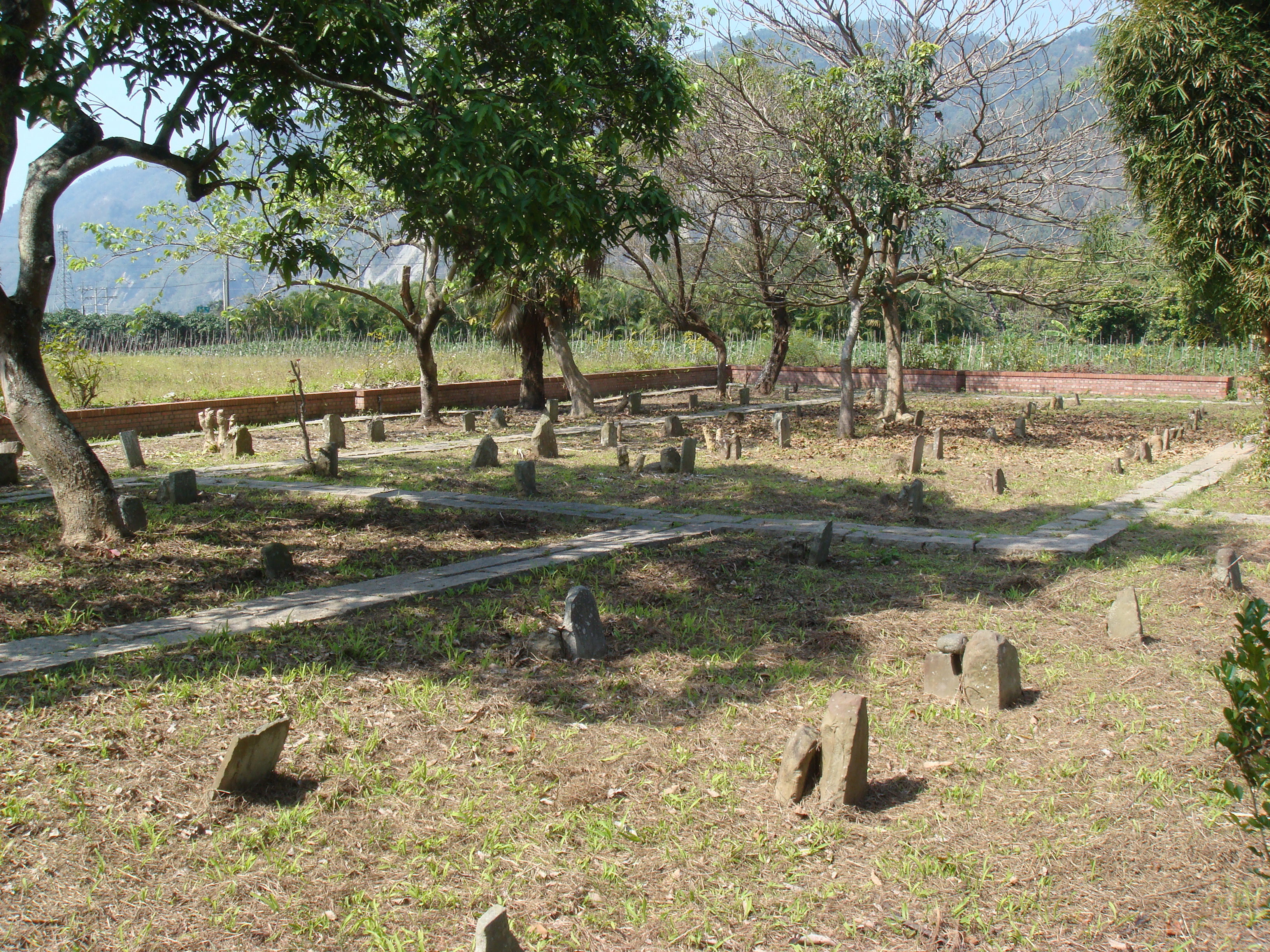
甲仙鎮海軍墓

甲仙鎮海軍墓位於小林里五里埔58號前草坪，省道台29線旁，為三級古蹟。墓地埋有清光緒年間駐防此地開闢道路之「鎮海中軍前營」客死異鄉的官兵。民國七十四年（1985年）出版的《甲仙鄉志》載有「楚南墳」96座，民國九十七年（2008年）則僅存墓碑85座。

### 民俗文化
高雄市的甲仙、阿里關、小林、內門等地區，有不少居民的祖先是來自玉井盆地的平埔原住民族大武壠族人，其守護神稱為太祖，供奉於公廨裡，但不是拜神像而是祀壺；分靈則供奉於家中神龕左側的角落。公廨是大武壠族人的精神寄托，也是族人祈求平安或尪姨占神問卜的地方，同時也是族人聚會的活動中心。
甲仙區小林里因地點偏遠，受外來文化影響步調較慢，因而保留相當完整的傳統大武壠族祭典儀式。每年農曆9月15日舉行的小林大武壠族夜祭活動，以歌舞遙祭祖靈，充分展現大武壠族敬重祖先的傳統與樂天知命的性格，是珍貴的平埔族群文化資產。
此外，甲仙也是客家人在高雄地區聚居的地點之一，當地建有義民廟、三山國王廟等。

### 甲仙鎮海軍墓
甲仙鎮海軍墓為市定古蹟，位於高雄市甲仙區小林里五里埔58號前草坪，乃清治時期臺灣駐防軍隊「鎮海中軍前營」官兵墳塋，1985年甲仙鄉志記載「楚南墳」96座，2008年調查僅存墓碑85座。

### 大武壠阿里關太祖祭典
阿里關太祖祭祀在農曆9月15日舉行，是為「開向」，隔年3月16日為「禁向」，祭祀太祖 。

## 教育

### 國民中學
- 高雄市立甲仙國民中學[38]

### 國民小學
- 高雄市甲仙區甲仙國民小學[39]
- 高雄市甲仙區小林國民小學

## 交通

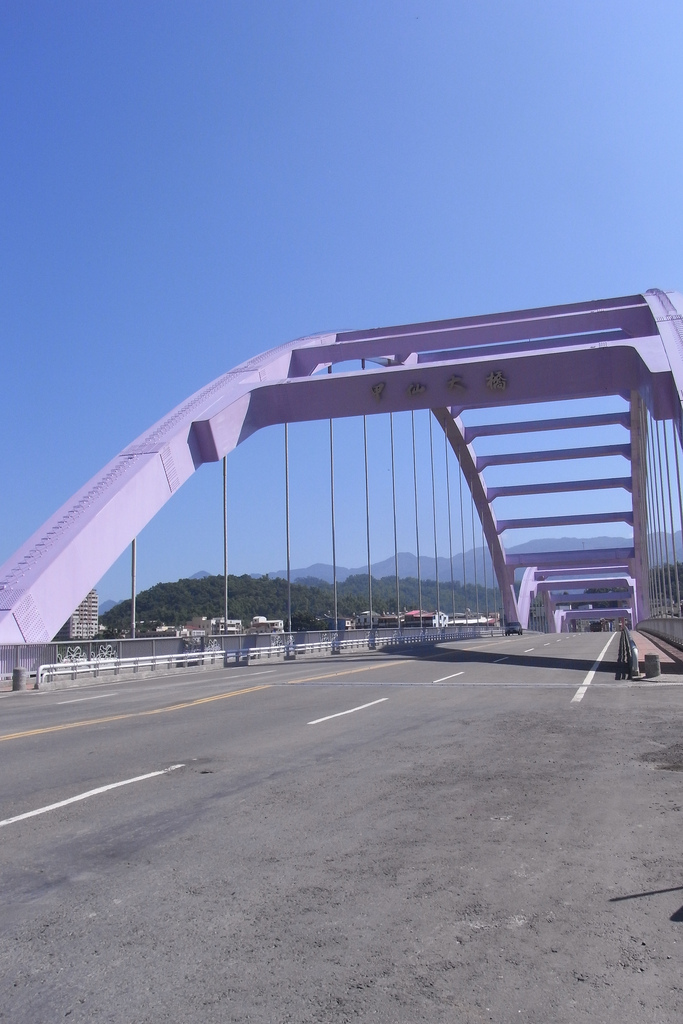
2010年通車的甲仙大橋。

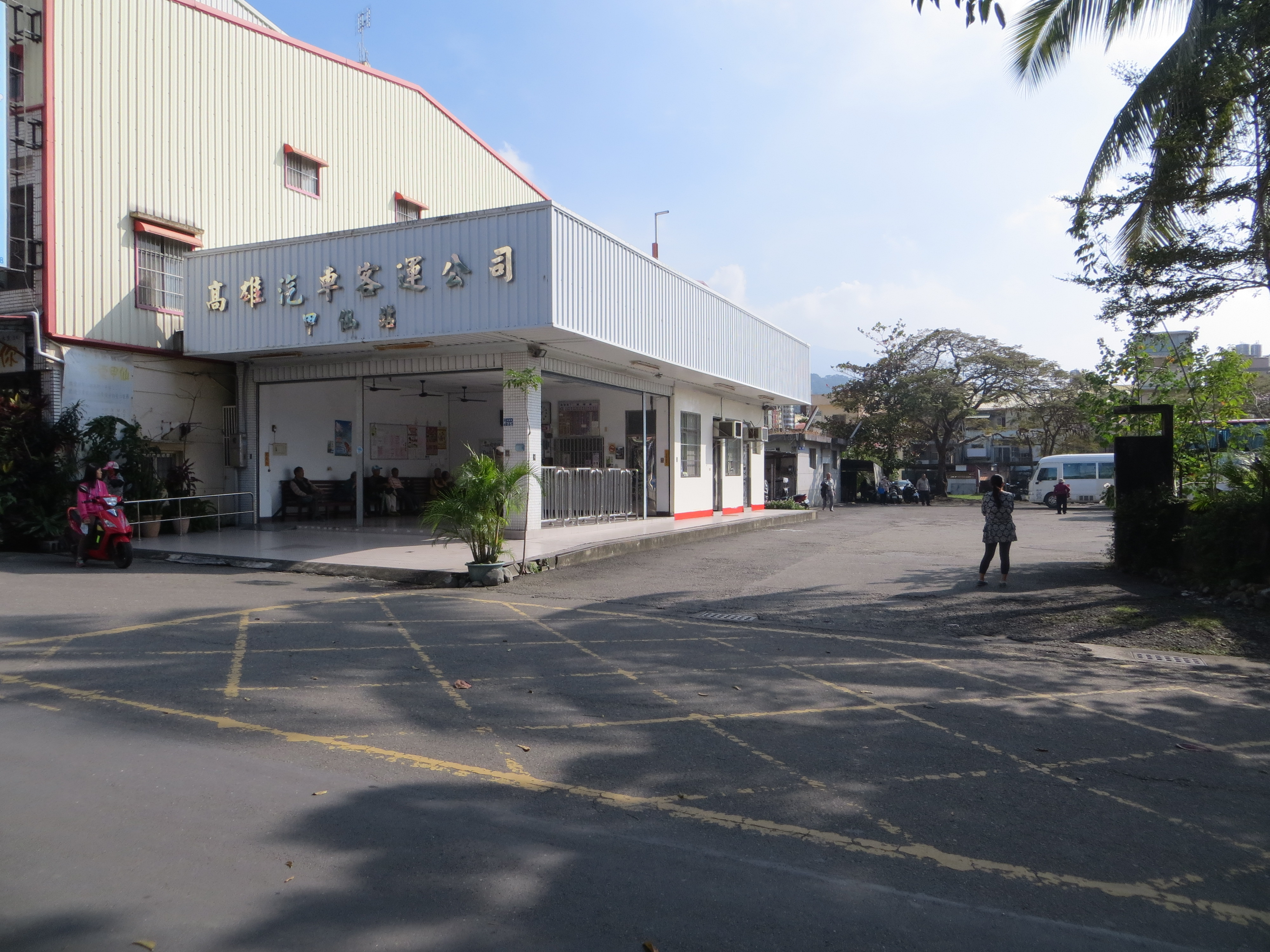
甲仙市區大眾運輸門戶──高客甲仙站

### 公路
省道台20線是甲仙區的橫貫道路，其山區段亦稱為南橫公路。向西可通往台南市南化區、玉井區、新化區、永康區等地，向東經由本市六龜區、桃源區，越過中央山脈通往台東縣海端鄉、關山鎮，並接上省道台9線以前往東部各地。
省道台29線（原台21線）是甲仙區的縱貫道路，也是對外的主要連絡道路。向北可達那瑪夏區，向南可通往杉林區、旗山區，在此可接省道台3線或經由國道10號接其他國道前往西部各地，亦可繼續前往大樹區、大寮區、林園區等地。
文化路：甲仙區主要街區。
和安街：甲仙區次要街區。
中正路
忠孝路
林森路

### 公車客運
在客運方面，高雄市公車有高雄客運的8029線行駛甲仙－桃源－梅山口（4/1起復駛）；8031線行駛甲仙－拿努姆（位於那瑪夏區達卡努瓦里，舊名民生二村）；高旗甲仙快線（E32）線行駛高雄－甲仙。另有由興南客運行駛的大臺南公車綠26線 行駛玉井－北寮－甲仙 。

## 宗教信仰

### 道教和臺灣民間信仰
甲仙地區(含甲仙埔、公館、匏仔寮、大坵園)
- 甲仙龍鳳寺
- 甲仙王母宮
- 代天三安宮
- 天臺山靈隱寺 
  - 上院：濟公活佛
  - 中院：飛來峰
  - 下院：大雄寶殿
- 公館五帝廟
- 甲仙修緣寺
- 匏仔寮玉天宮
- 天壇元宋太祖宮
- 大坵園慈雲殿
- 五湖山滴水清隱寺
- 甲仙天源宮
- 開天玉府天宮
- 凰天宮南德府
- 甲仙白雲寺
- 甲仙白陽寺
- 義龍山真武堂
- 寶隆代天府五聖宮

阿里關地區(含小林、五里埔、關山、北勢坑)
- 小林北極殿
- 阿里關三帝嶺震威宮
- 五龍山褒忠福玄壇

### 佛教寺院
- 甲仙源圓寺

### 一貫道
- 一貫道聖道堂

### 基督宗教
| 宗派                             | 教會（禮拜堂 / 聖堂）        |
| -------------------------------- | ---------------------------- |
| 歸正宗長老會（臺灣基督長老教會） | 甲仙教會                     |
| 召會                             | 高雄市召會中正路會所（甲仙） |

## 旅遊景點

### 自然
- 六義山登山步道：位於甲仙區西部的六義山（鹿鳴山）山區，已被林務局列入國家森林步道系統，共有四德、公館、百葉及紫霞等四個步道入口。該山主峰海拔約783公尺，為高雄市及臺南市的界山。步道沿線有觀湖平台、賞梅平台、怡情平台、景觀橋、埡口觀景台、攬勝亭及觀壩亭等景點，適合健腳之民眾登山健行。[43][21]

- 石磯谷：又名大壁谷，位於小林里角埔溪中游，是一個天然的巨石河谷地形，也是五里埔水圳的水源地。水圳洞口常有蝙蝠聚居，因而稱為「蝙蝠洞」。谷中因有奇石、岩壁、瀑布、溪水等景觀，為本區最具發展潛力的觀光遊憩場所[33]。

- 錫安山：位在甲仙區與那瑪夏區邊界上，過去屬於甲仙鄉，後來土地重劃歸入那瑪夏鄉，是新約教會所設立的屯墾聚落，闢有步道、水池等休憩設施，教徒並在此地種植並販賣水果。[44]

### 人文
- 甲仙公園：位於甲仙街區東南側小山丘上，視野良好，可俯看甲仙街景。日治時期，此地建有神社。甲仙埔事件發生後，日本政府為紀念殉職日警，在神社前右側設立「殉難警察官之碑」。中華民國接管臺灣後，神社及紀念碑皆被民眾毀壞，其後改建為公園。民國六十八年（1979年）在公園內設立「甲仙埔抗日志士紀念碑」，供民眾憑弔抗日志士的情操[13]。

- 甲仙親水公園：位於甲仙街區西南側，即楠梓仙溪甲仙大橋附近河段東岸一帶的高灘地，擁有生態池、兒童遊樂區、極限運動場等休閒活動設施，適合郊遊、露營、烤肉、戲水、放風箏、散步等，是附近居民及外地遊客假日休閒遊憩的好場所[43]，但在2009年莫拉克颱風毀於洪水之中。
- 甲仙化石館：位於和安里四德巷，主要收藏來自甲仙四德化石自然保護區等附近出土或收藏者捐贈的化石。以貝類化石居多。全館館藏六千餘件，已成為指標性地方專業博物館，頗具學術研究及知識觀光價值。特展室曾展示恆春更新世化石展、現生貝類展，經常性展出甲仙出土石器六佰餘件，包含石刀、石斧、石鋤陶甕破片、石杵、紡錘、網墜等，年代距今約四佰至兩千年之間[45]。
- 頂崁Q版神明彩繪村：位於新榮巷，以眾多Q版神明為主題的彩繪村。
- 甲仙貓巷彩繪村

## 特產
- 芋頭
- 竹筍
- 芋仔冰

## 外部連結
- 甲仙區公所 （页面存档备份，存于）
- 【台灣，你好！】沙發環島空拍鴿眼系列 - 高雄甲仙大橋2015/7/27卷一 （页面存档备份，存于）